# 비즈니스 인큐베이터

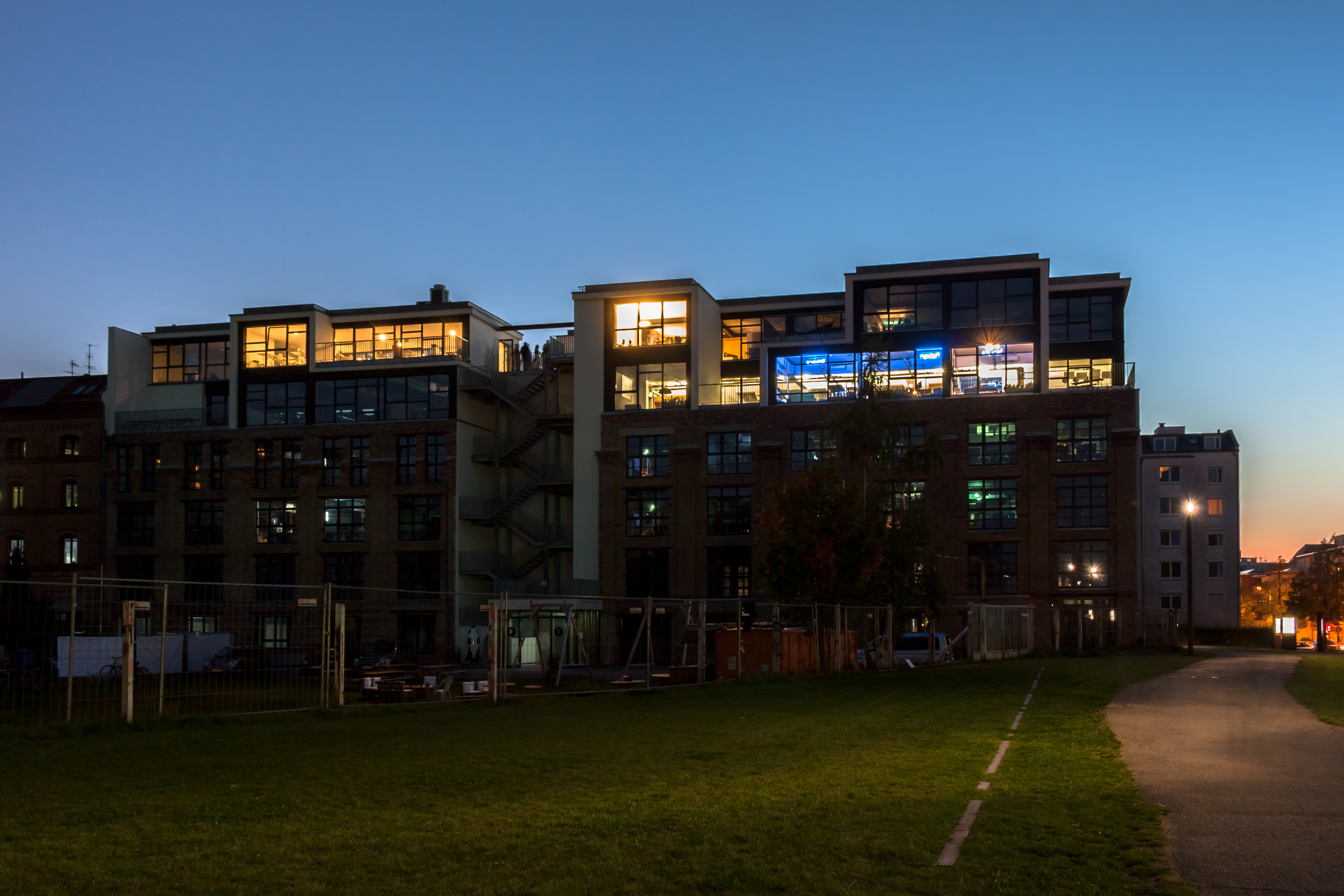
독일의 한 비즈니스 인큐베이터에서 일하고 있는 직원들.

비즈니스 인큐베이터(영어: business incubator)는 기업에 대한 지원을 하는 사업자를 말한다. 보다 넓은 의미로는 기존 사업자의 신규 사업을 포함한 창업 지원을 위한 제도, 구조, 시설 등의 기반 시설을 포함한다.

## 역사
비즈니스 인큐베이션이라는 개념은 Joseph Mancuso가 뉴욕 시 바타비아의 바타비아 산업 센터(Batavia Industrial Center)를 개장했던 1959년에 미국의 한 창고에서 시작되었다.

## 같이 보기
- 스타트업 컴퍼니
- 샤크 탱크